# 黒磯駅
黒磯駅（くろいそえき）は、栃木県那須塩原市本町にある、東日本旅客鉄道（JR東日本）東北本線の駅である。
当駅より宇都宮方面は「宇都宮線」の愛称区間となっている。

## 概要
東北本線は電化時に当駅以南は直流電化（1,500 V）、以北は交流電化（20 kV・50 Hz）されたことなどから、日本国有鉄道（国鉄）時代から運用上の要衝・境界となっている駅である。現在は貨物列車と一部の臨時列車を除き当駅で運転系統を分断しており、昼間は新白河方面は5両編成の列車がおよそ1時間30分間隔、宇都宮方面は主に3両編成（一部は6両編成）の列車が30分間隔で運転されている。また、貨物列車についても乗務員の交代が行われる。
当駅より南側の直流区間はJR発足後の1990年（平成2年）に「宇都宮線」の運行名（愛称）が与えられており、正式な路線名の「東北本線」で案内される当駅 - 盛岡駅間とはラインカラーでも区別される。東京近郊区間も当駅までとなっている。Suica首都圏エリアの端にあたる。
JR支社境は豊原駅 - 白坂駅間が大宮支社と東北本部の境界となるが、当駅 - 豊原駅間の輸送指令・乗務員は東北本部、運行車両は水戸支社が担当しており、大宮支社は当駅以北の施設管理のみ行う。なお、当駅以南（宇都宮線）の輸送指令は首都圏本部の担当となっている。

## 歴史
- 1886年（明治19年）12月1日：日本鉄道の駅として開業する[2]。同時に黒磯機関庫、黒磯保線区を開設。
- 1906年（明治39年）11月1日：鉄道国有法により国有化[2]。
- 1909年（明治42年）10月12日：線路名称制定により、東北本線の所属となる。
- 1915年（大正4年）1月：駅舎の改築を実施[5]。
- 1921年（大正10年）[5]
  - 4月11日：当駅と白河駅間で前年に行われた路線変更と勾配緩和により補助機関車の運用がなくなったことから、黒磯機関庫を白河機関庫黒磯分庫に格下げ。
  - 11月14日：黒磯保線区が移転、白河保線区となる。
- 1926年（大正15年）：機関庫・保線区の改廃以前は93人であった駅職員数は40人に減少[6]。
- 1926年（大正15年）7月1日：駅舎と跨線橋・ホームなどを改築し、構内には貴賓室を新設[5][7]。
- 1936年（昭和11年）9月1日：白河機関庫黒磯分庫を白河機関区黒磯支区に改称。
- 1949年（昭和24年）2月25日：上り4番線と貨物ホームを新設[8]。
- 1959年（昭和34年）
  - 3月10日：東北本線の電化工事により黒磯電力支区を新設。
  - 3月16日：電化と交直接続に備えての駅構内の線増・留置線新設工事を完了する[9]。
  - 5月22日：宝積寺駅 - 当駅間が直流電化される。
  - 7月1日：当駅と白河駅間が交流電化され、これに伴い地上切り替え方式の交直接続設備が設置される。
  - 10月10日：白河機関区黒磯派出所を新設[10]。
- 1960年（昭和35年）4月1日：白河機関区黒磯派出所を白河機関区黒磯支区に組織変更[10]。
- 1961年（昭和36年）
  - 10月1日：サンロクトオと称された白紙ダイヤ改正で、東北本線・奥羽本線に特急「つばさ」が新設され、特急停車駅となる[11]。
  - 11月1日：白河機関区黒磯支区を宇都宮運転所黒磯支所に組織変更。
- 1964年（昭和39年）：旅客扱い開始、現駅舎改築。
- 1970年（昭和45年）12月2日：みどりの窓口開設[12]。
- 1972年（昭和47年）：同年度の当駅乗車人員が176万2816人となり、開業以来最多の人数を記録[13]。
- 1975年  (昭和50年) : 本駅構内の黒羽街道踏切が閉鎖。
- 1978年（昭和53年）5月12日：東北新幹線建設工事に伴い仮駅舎を新築[12]。
- 1980年（昭和55年）9月9日：現行の駅舎が完成、営業を開始[14]。
- 1984年（昭和59年）
  - 2月1日：貨物の取り扱いを廃止、旅客駅化[2]。
  - 9月1日：白河保線区が移転、黒磯保線区となる[14]。
- 1985年（昭和60年）3月14日：ダイヤ改正により、夜行・臨時列車以外で当駅に停車する急行列車は全廃。荷物扱いの廃止[2]、黒磯車掌支区開設。
- 1987年（昭和62年）4月1日：国鉄分割民営化により、東日本旅客鉄道（JR東日本）の駅となる[2]。宇都宮運転所黒磯支所は日本貨物鉄道（JR貨物）に移管し黒磯機関区に改組。
- 1993年（平成5年）12月1日：ダイヤ改正により、特急「あいづ」や急行「八甲田」など、1985年（昭和60年）3月ダイヤ改正以降も当駅に停車していた特急・急行列車の大部分が廃止または臨時列車化される。
- 2003年（平成15年）時期不明：1 - 3番線のホームのかさ上げ工事が完了。
- 2004年（平成16年）10月16日：ICカード「Suica」の利用が可能となる（宇都宮方面のみ）[報道 1]。
- 2008年（平成20年）9月17日：保守点検作業をしていた作業員が、線路上の送電線に誤って触れ、感電死する事故が発生[15]。
- 2010年（平成22年）12月4日：ダイヤ改正により特急「おはようとちぎ・ホームタウンとちぎ」が廃止され、当駅に停車する定期優等列車が消滅する。
- 2011年（平成23年）
  - 3月11日：東北地方太平洋沖地震（東日本大震災）発生により当駅以北・以南の路線とも不通となる。特に以北は線路敷地内への土砂崩れなどが発生した。
  - 3月16日：当駅以南の宇都宮線が運行再開。
  - 4月17日：当駅以北が運行再開。震災発生から約1か月間は東北新幹線那須塩原以北を含めた鉄道網が不通となっていたため、那須塩原駅から郡山駅までを結ぶ臨時バスが運行していた[16]。
- 2012年　(平成24年) :本駅構内の湯街道踏切が閉鎖。
- 2016年（平成28年）
  - 3月21日：寝台特急「カシオペア」の上り列車の最後の運用となり、この日の上野駅到着分をもって廃止された。これにより当駅をまたいで運行される一般旅客列車の運用消滅[注釈 2]。
  - 3月26日：ダイヤ改正に伴うEH500形電気機関車の運用範囲見直しにより、直流電気機関車の乗り入れを終了し、当駅での貨物列車の機関車交換を廃止[17]。
- 2017年（平成29年）
  - 6月2日：5番線で当駅発福島行E721系電車の床下機器から発煙が生じる事故が発生した。当駅の駅係員が6番線の貨物列車と誤り5番線の交流普通列車の架線に直流を流し、機器がショートしたことによる[新聞 1][新聞 2]。
  - 10月14日：電力設備改良工事進捗に伴い、旅客列車の輸送体系を変更。前日をもって当駅への交流電車の乗入れ終了。
- 2018年（平成30年）1月3日：1月1日から同日まで工事を実施し、当駅の北側にデッドセクションを設け、構内を完全直流化。1月2日に地上切替を終了し車上切替に変更[報道 2][新聞 3]。
- 2019年：黒磯駅職員により、黒磯駅オリジナルキャラクター（イラスト）誕生。牛をモチーフの「くろべえ」、九尾の狐をモチーフとした「いそきち」、アルパカをイメージした「なすぱか」の3体で、駅構内でのイラスト掲示や塗り絵の素材として活用[18]。
- 2020年（令和2年）3月14日：ダイヤ改正により黒磯駅 - 新白河駅間の列車がE531系でのワンマン運転に統一される。
- 2021年（令和3年）12月1日：開業135周年を記念し同日より駅スタンプをリニューアル、同月12日にイベント開催し、貴賓室を人数限定で特別公開[18]。
- 2022年（令和4年）3月12日：ダイヤ改正により黒磯駅 - 宇都宮駅間の列車がE131系でのワンマン運転に統一され、グリーン車及び上野東京ライン列車の営業（乗り入れ）が終了[19]。
- 2023年（令和5年）10月19日：東京圏輸送管理システム (ATOS) 使用開始。
- 2024年（令和6年）2月29日：みどりの窓口の営業を終了[20]。

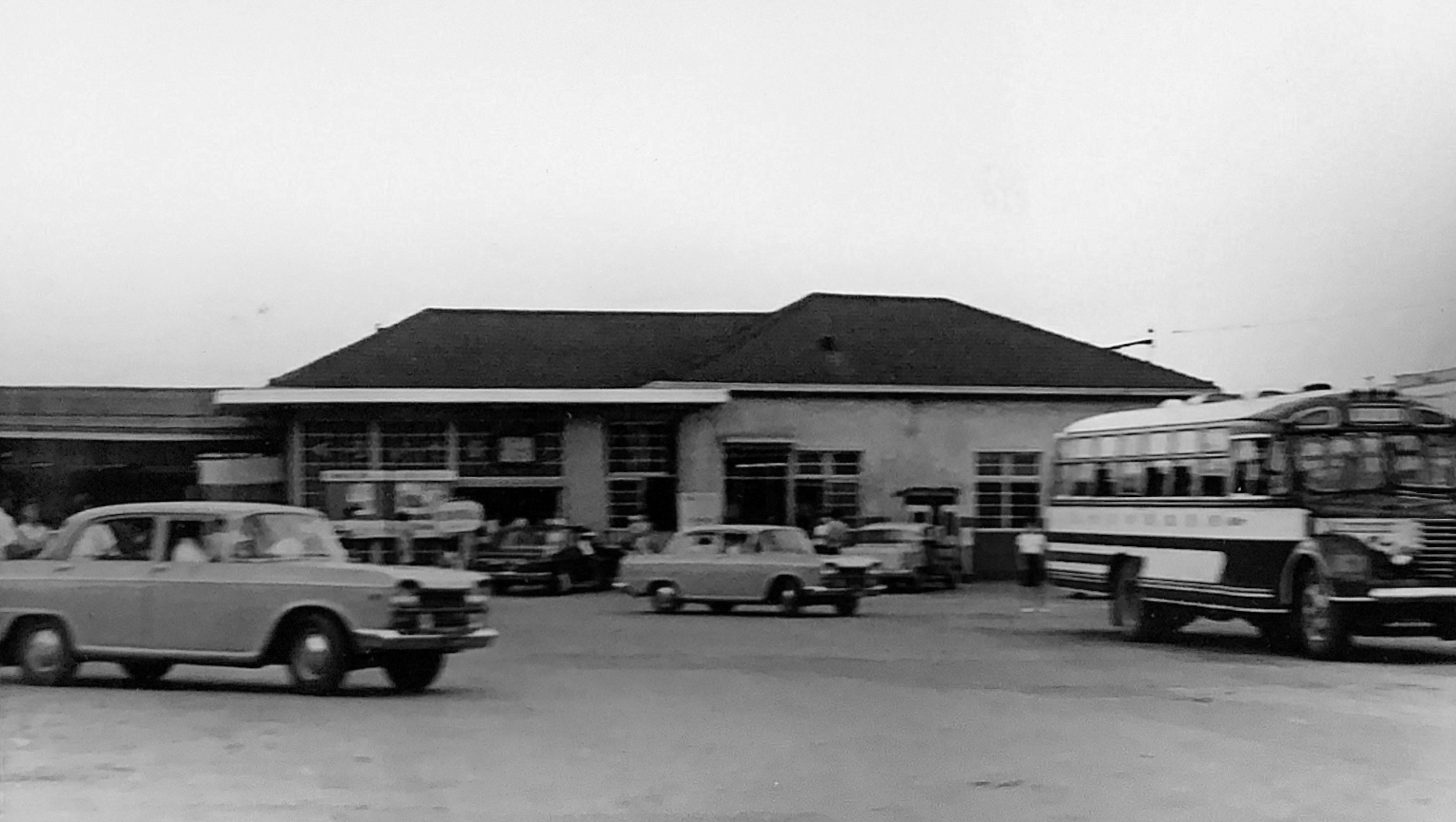
昭和時代の黒磯駅旧駅舎（1966年）
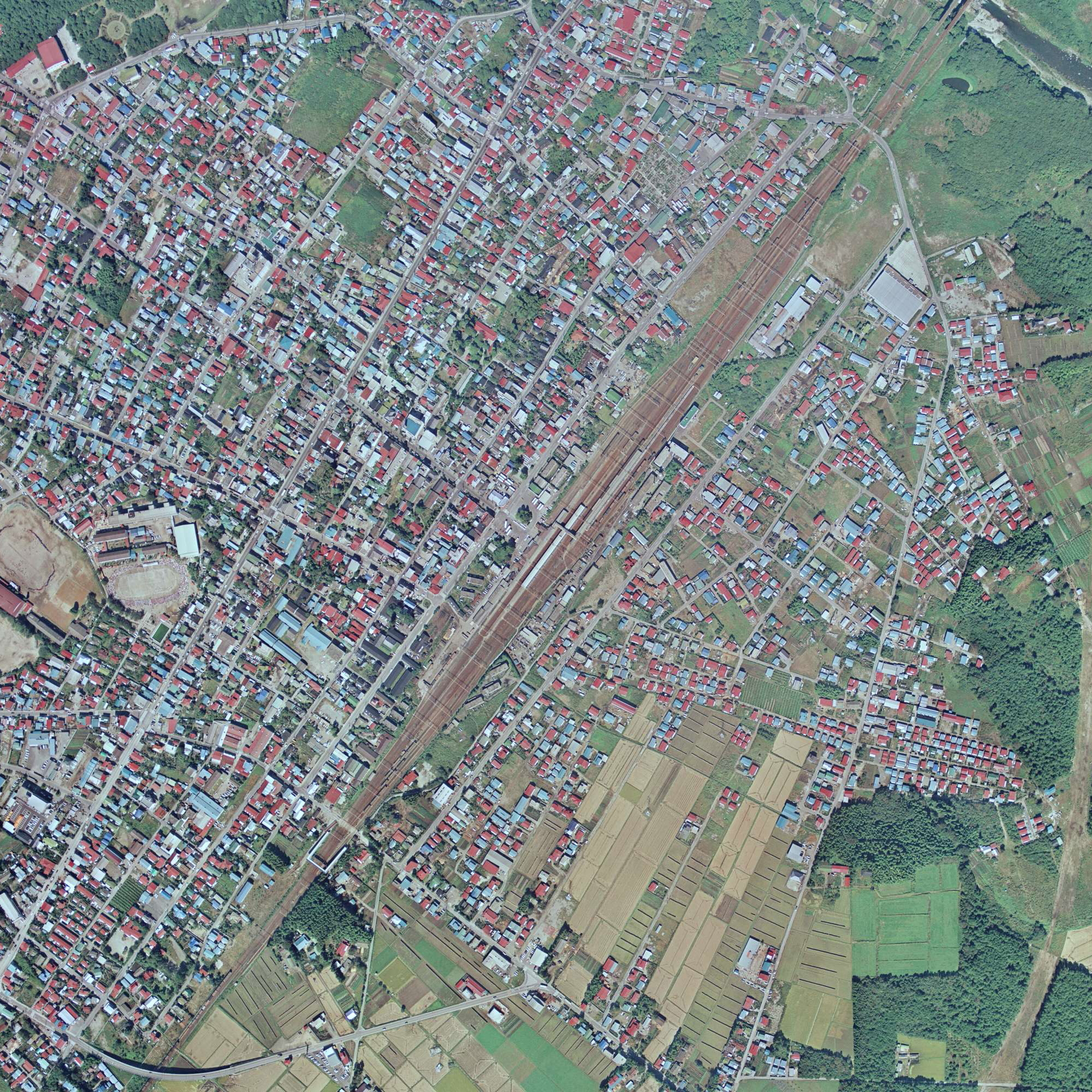
黒磯駅周辺の空中写真（1975年10月撮影）
国土交通省 国土地理院 地図・空中写真閲覧サービスの空中写真を基に作成

## 駅構造
駅舎側より、単式ホーム1面1線（1番線）、島式ホーム2面4線（2 - 5番線）、合計3面5線の地上駅である。駅舎上部を東北新幹線が通過している。直営駅（管理駅）で、高久駅 - 豊原駅間を管理する。Suica対応自動改札機が設置されている。
駅舎内には自動券売機・多機能券売機・指定席券売機・NewDays・空きテナント・待合室・コインロッカー・観光案内所がある。空きテナントの位置にはかつて立食い蕎麦屋「喜多そば」があったが、2015年（平成27年）6月に閉店し、2017年（平成29年）8月にはテナントも撤去された。栃木県内では首都圏Suicaエリアの北限の駅となることや当駅以北はワンマン列車かつ無人駅が多いため、改札内精算所で当駅以外を出発駅とする乗車券をSuicaなどの交通系ICカード残高または現金で購入できる（ICの場合は入場駅取消も購入と同時に処理）。
1982年（昭和57年）の東北新幹線開業前には多くの特急・急行列車が停車したことから、かつてはホーム上にも待合室や売店等が設けられていた。これらは新幹線開業後も残存していた優等列車の大部分が廃止された1990年代初頭に全て撤去された。なお、2008年（平成20年）にホーム上の待合室が改めて設けられた。
かつては、皇族が那須御用邸に向かう際の最寄り駅としてお召し列車が当駅に発着しており、一般の入口の脇に皇室専用の出入口や待合室が設けられている。しかし、東北新幹線の開業、さらに1989年（昭和64年・平成元年）の昭和天皇崩御後は基本的に隣の那須塩原駅を利用するようになったため、ほとんど使われていない。そのため、以前1番線に存在した、お召し列車到着の際に駅長の立ち位置を示す印は、ホーム嵩上げ等の改良工事により消滅した。そのほかにも国鉄時代は宇都宮鉄道公安室黒磯公安部として鉄道公安職員が常駐しており、お召し列車の運転時以外も駅構内警備や旅客列車への警乗を行っていた。現在でも、栃木県警察鉄道警察隊黒磯駅派遣所が設けられ警察官が常駐している。
駅構内の跨線橋は、かつては階段のみが設置されていた。2010年（平成22年）度から翌年にかけて跨線橋が更新されるとともにエレベーターが設置された。4・5番線ホームは嵩上げされていない。
夜間滞泊は宇都宮・上野方面に4本設定されている。

### のりば
| 番線  | 路線                | 行先                   | 備考                         |
| ----- | ------------------- | ---------------------- | ---------------------------- |
| 1 - 3 | ■宇都宮線（東北線） | 宇都宮・大宮・東京方面 | おもに1番線 宇都宮駅で乗継   |
| 4・5  | ■東北本線           | 郡山・福島方面         | 最終のみ2番線 新白河駅で乗継 |

（出典：JR東日本:駅構内図）

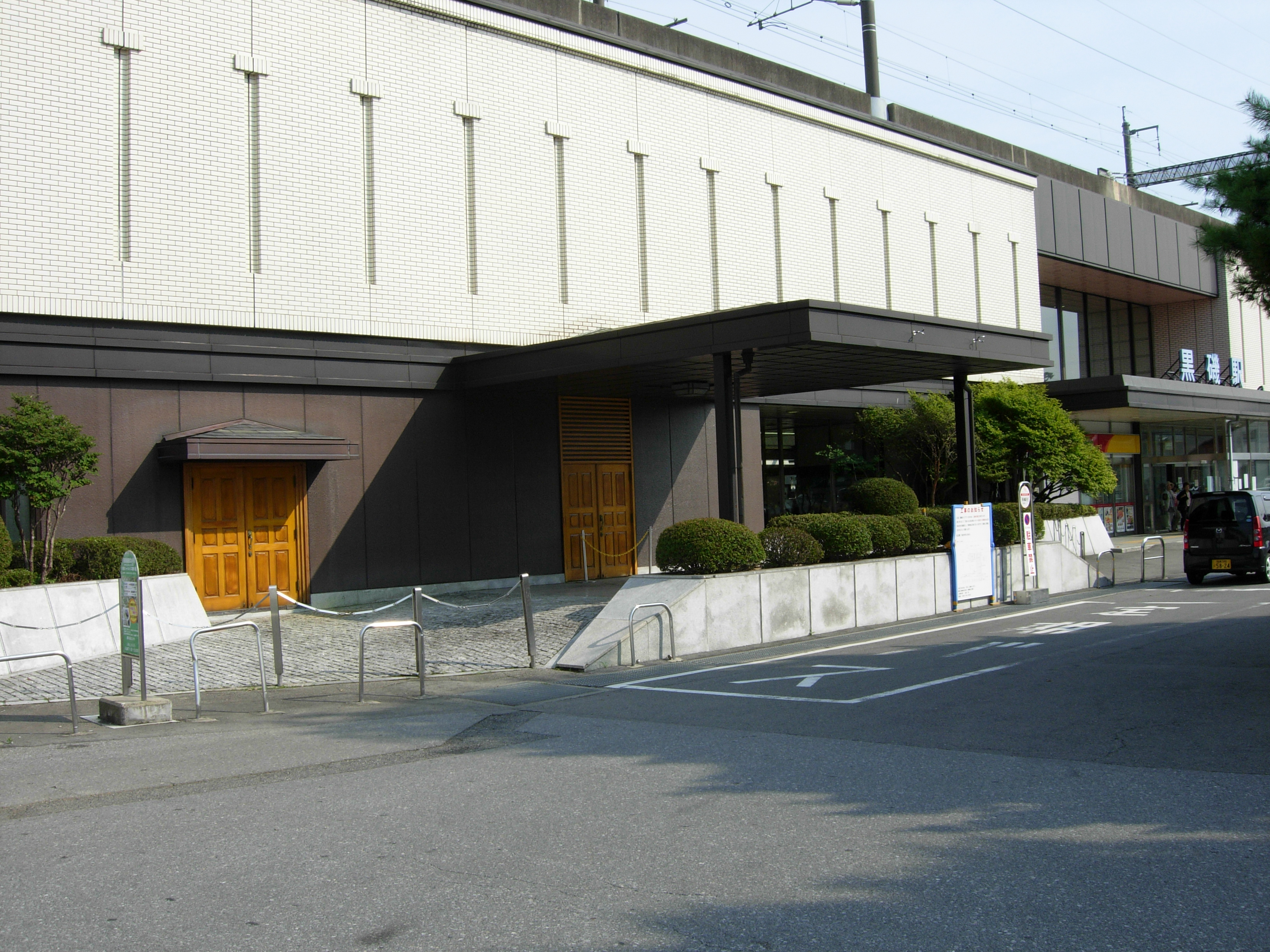
皇室専用出入口（2010年7月）
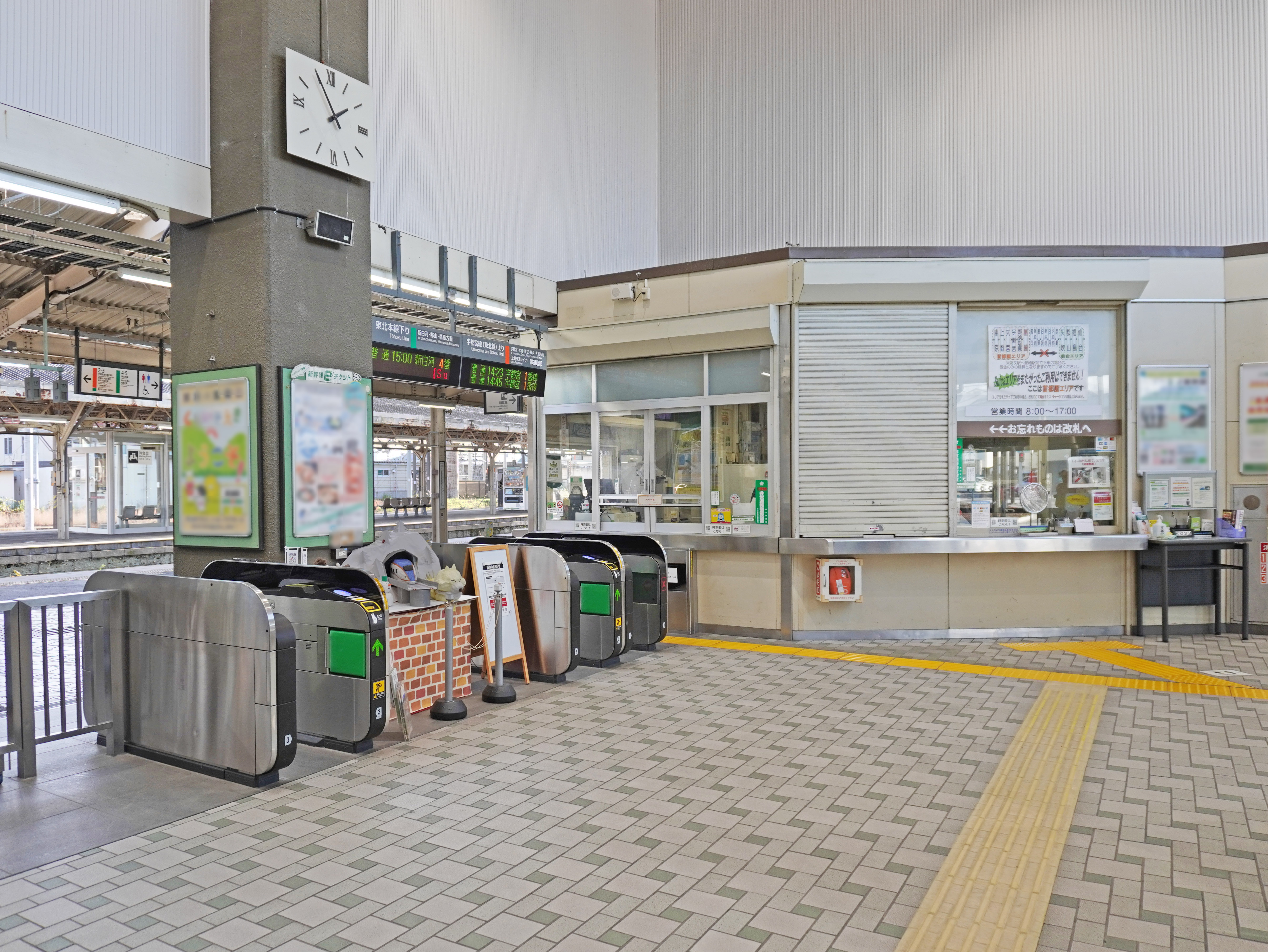
改札口（2022年12月）
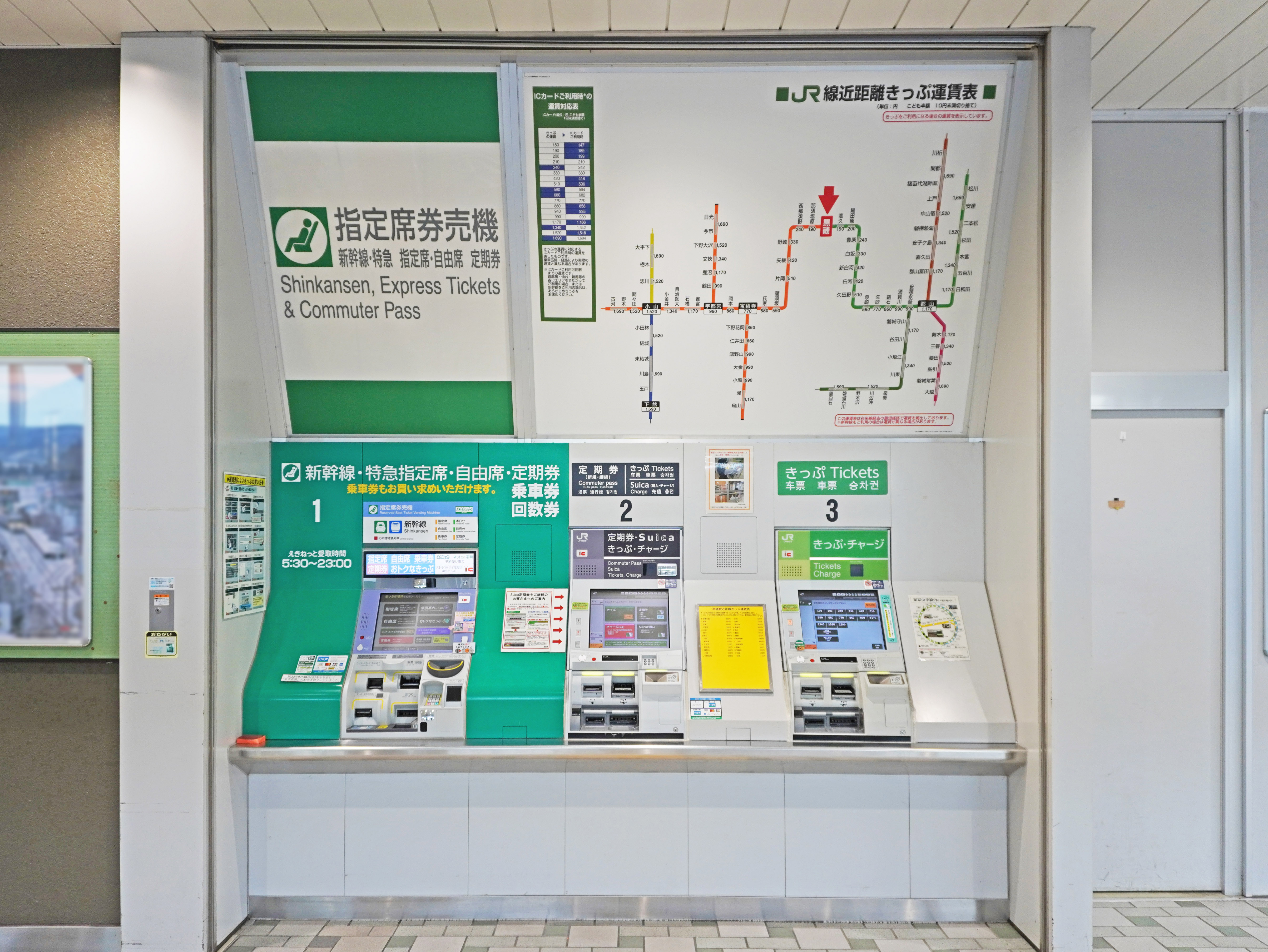
自動券売機（2022年11月）
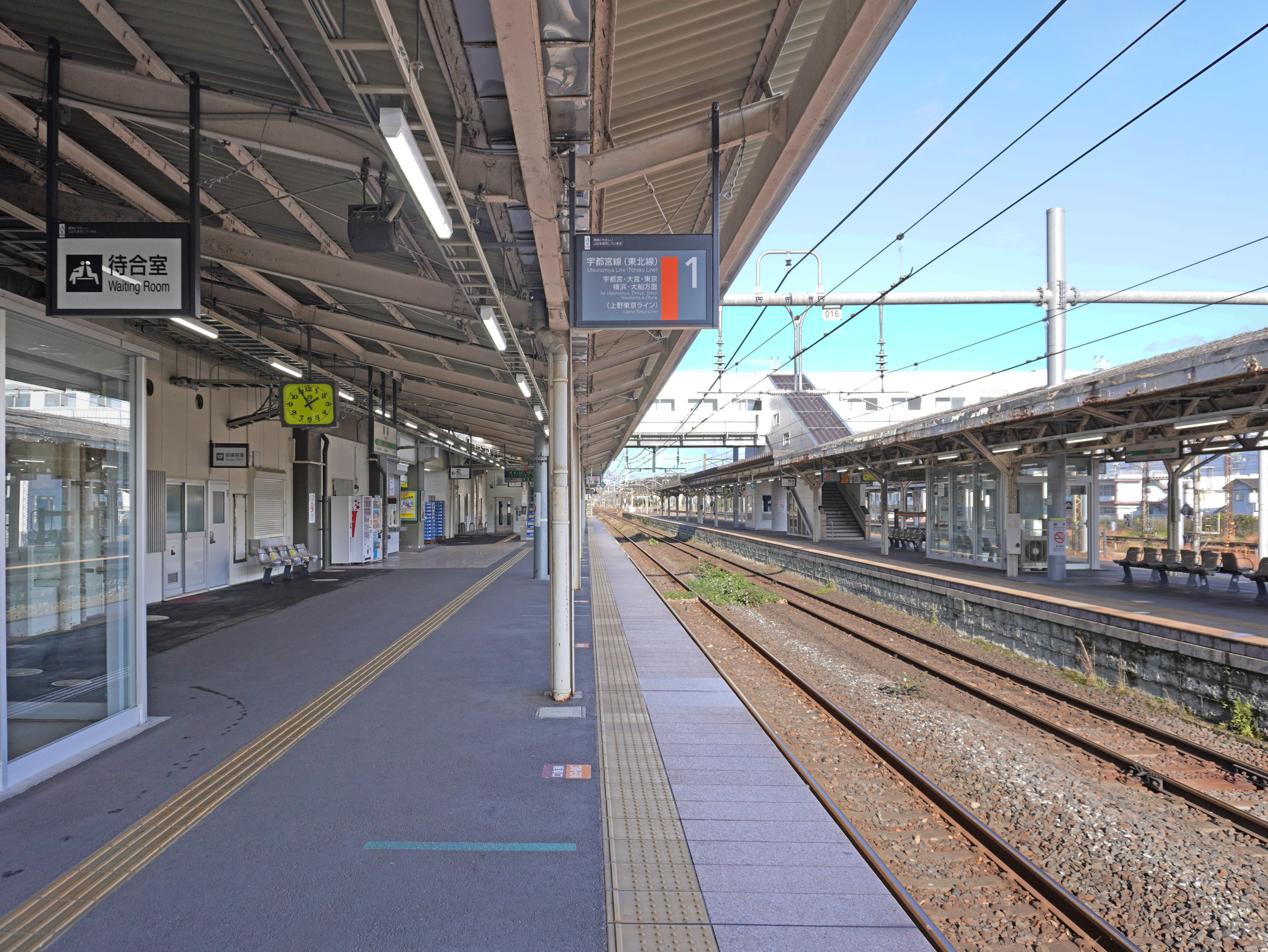
1番線ホーム（2022年12月）
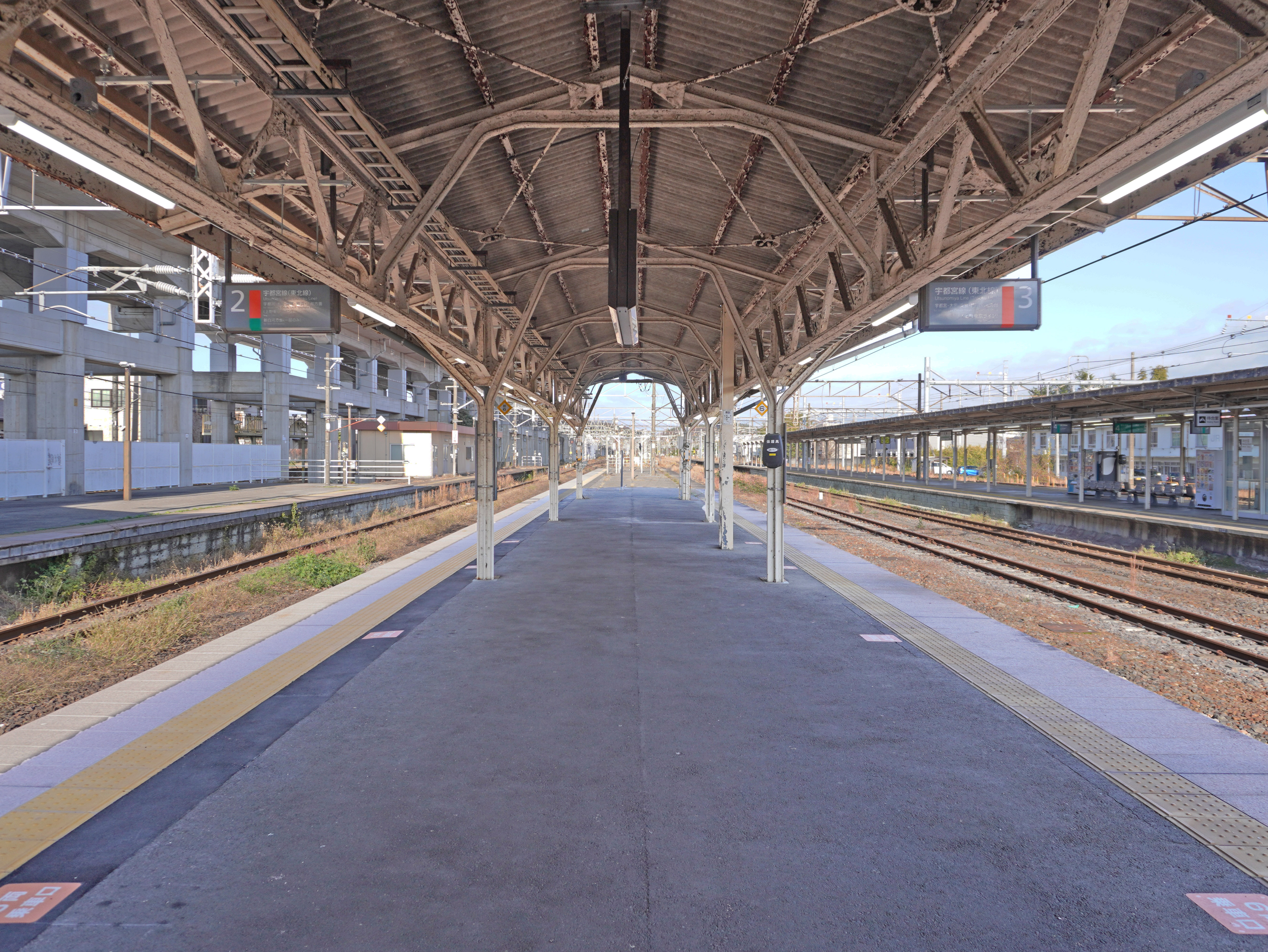
2・3番線ホーム（2022年12月）
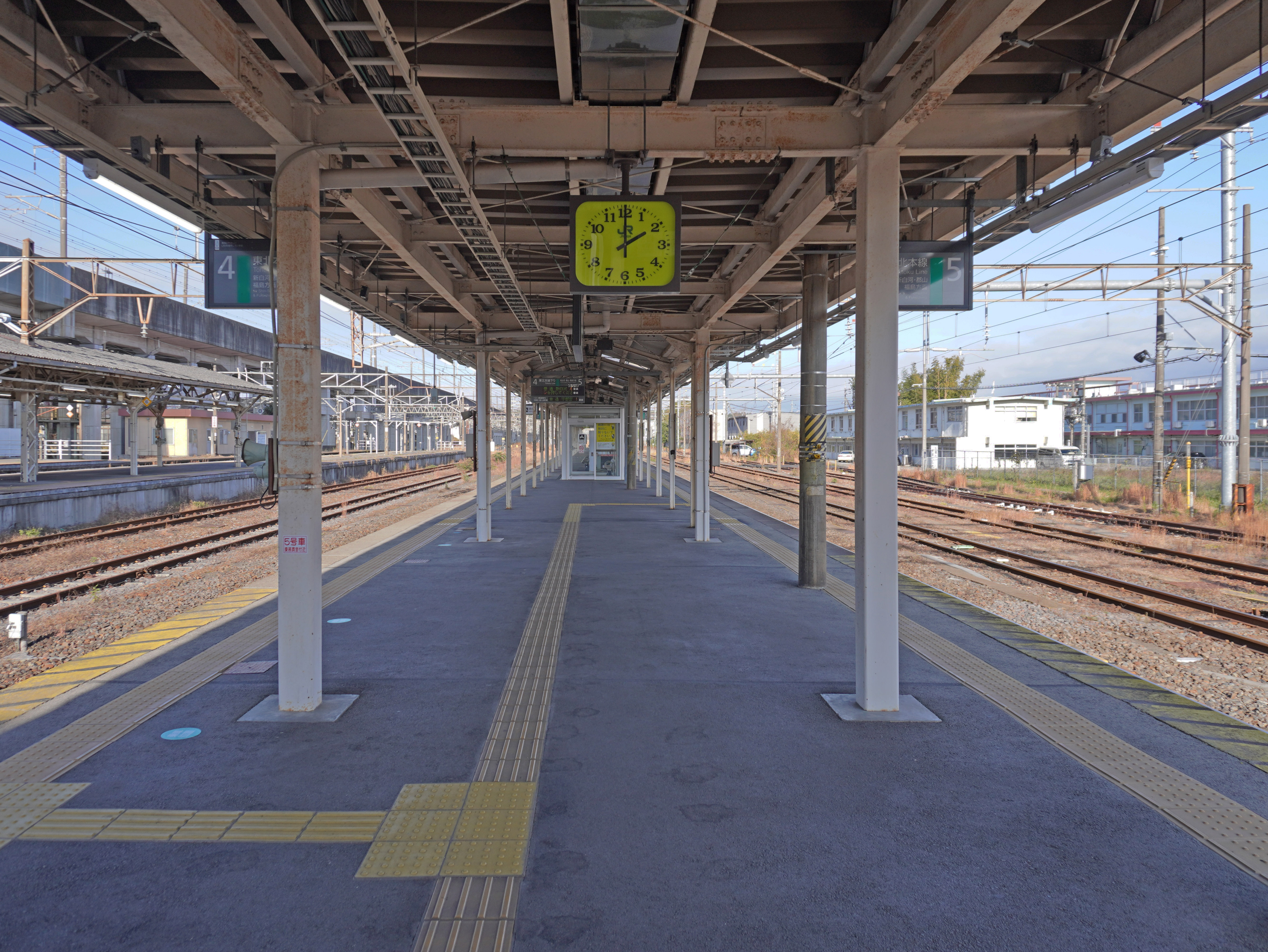
4・5番線ホーム（2022年12月）

### 交直接続の駅
当駅は電化後、直流専用と交流専用双方の機関車の乗り入れ・車両交換ができるよう、1959年（昭和34年）から2017年（平成29年）まで構内に地上切り替え方式の交直接続設備を設けていた。架線は3番線（直流専用）と一部の側線を除き、直流・交流の両方に切替られるように交流区間で使用されている碍子形同相セクションにより区分（セクション）され、交直切換断路器を用い、黒磯変電所からの交流・直流の電源を地上からの指令で駅構内の区分された架線（セクション）に切替えて流すことが可能であった。このため、構内の信号機には直流または交流が加圧されていることを表示する架線電源識別標識が取り付けられていた。
地上切替時代は、上野駅と東北を結ぶ夜行列車などの機関車けん引列車は原則的に当駅に停車し、直流・交流の機関車の交換作業を実施した。双方の電源に対応できる交直両用車両・気動車使用列車も、設備が車両側で乗務員操作により交直切り替え操作を行う車上切替に対応しておらず、信号取り扱いが電源切り替えに連動していた関係上、一旦停車し、交直両用車両については停車後パンタグラフを降下、地上側での電源の切り替え後にパンタグラフを再上昇させ発車する形をとった。ただし、1968年（昭和43年）10月改正（ヨンサントオ）以降、1番線の東京方と5番線の青森方に無電区間（デッドセクション）を設け、自動列車選別装置を装備する車両は地上子との連携により、1番線（下り）・5番線（上り）を停車せず通過し、車上切り替えを行うことが可能となっていた（列車選別装置#黒磯駅通過列車用も参照）。
しかし地上側の設備が複雑となること、2008年に作業員の感電死事故が発生したことから、JR東日本では「保守管理の課題解消を目的」として、当駅構内をすべて直流電化とすることを決定し、2013年（平成25年）に工事を開始し、2018年（平成30年）1月1日から3日にかけ、構内の直流化を完了した。これに伴い、構内の盛岡方にデッドセクションが新設され、交直流電車・機関車は通過中に電源の切り替えを行う方式とした（車上切替方式）。
このため、工事完了後の当駅への交流専用車両の乗り入れは不可能となったが、機関車交換が必要となる貨物列車は2012年（平成24年）にED75形交流電気機関車の定期運用が終了し、2016年（平成28年）3月26日以降は直流電気機関車の乗り入れも終了したことで、当駅を通過する貨物列車は交直両用のEH500形が直通で牽引する列車のみとなっていた。旅客列車についても、切替直前の2017年（平成29年）10月14日に実施したダイヤ改正で、当駅以北で運行されていた交流専用電車の運行を新白河駅まで（関東地方への交流専用車両の乗り入れは消滅）とし、当駅 - 新白河駅間で運行する車両をE531系交直流電車とキハ110系気動車（2020年3月14日ダイヤ改正で撤退）に置き換えている。なお、設備上は交直流電車・気動車の黒磯駅以南（宇都宮線区間）への乗り入れも可能であるが、2021年現在は回送列車の設定があるのみで、営業列車としての直通運転は行われていない。

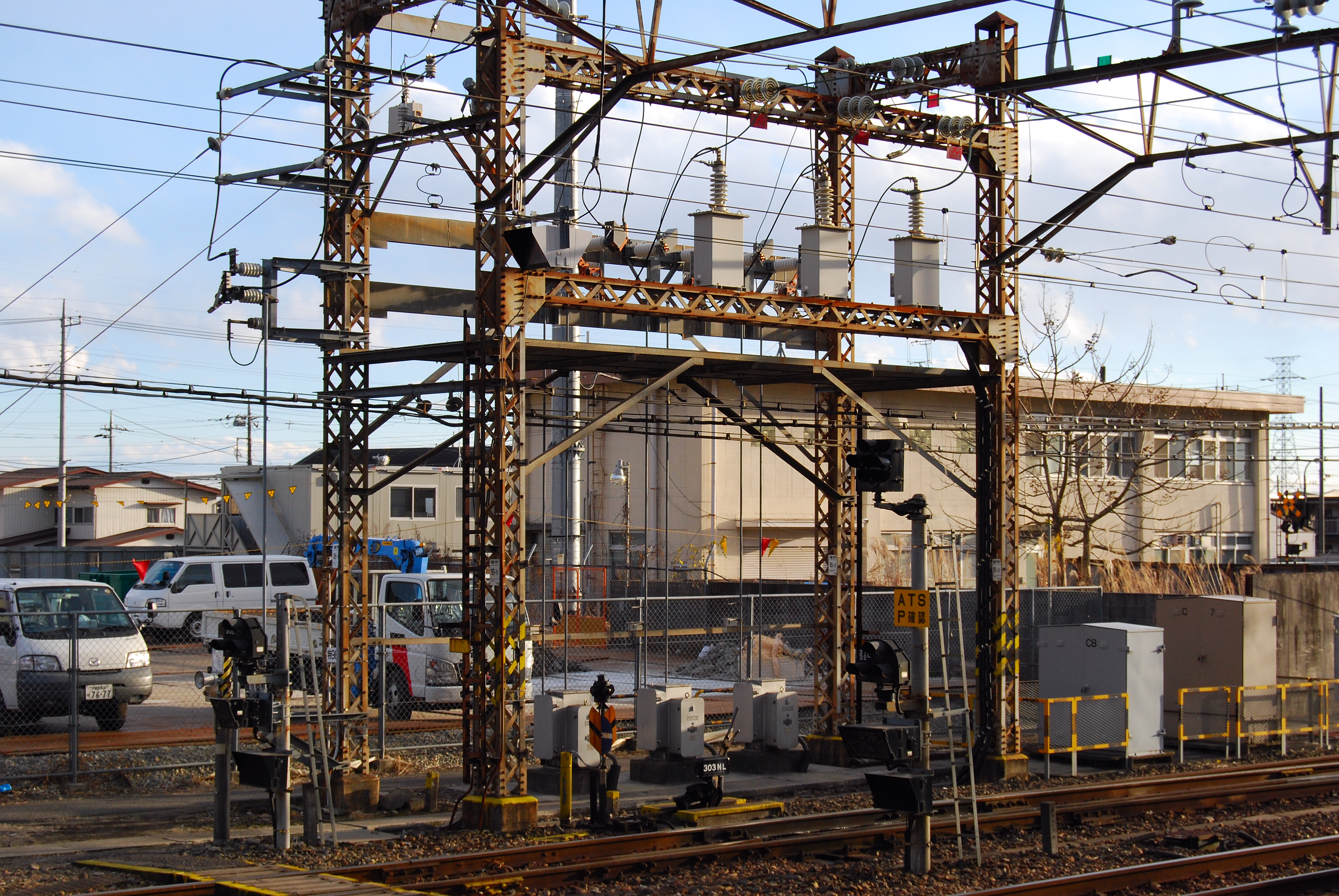
東京方にあった交直切換断路器。
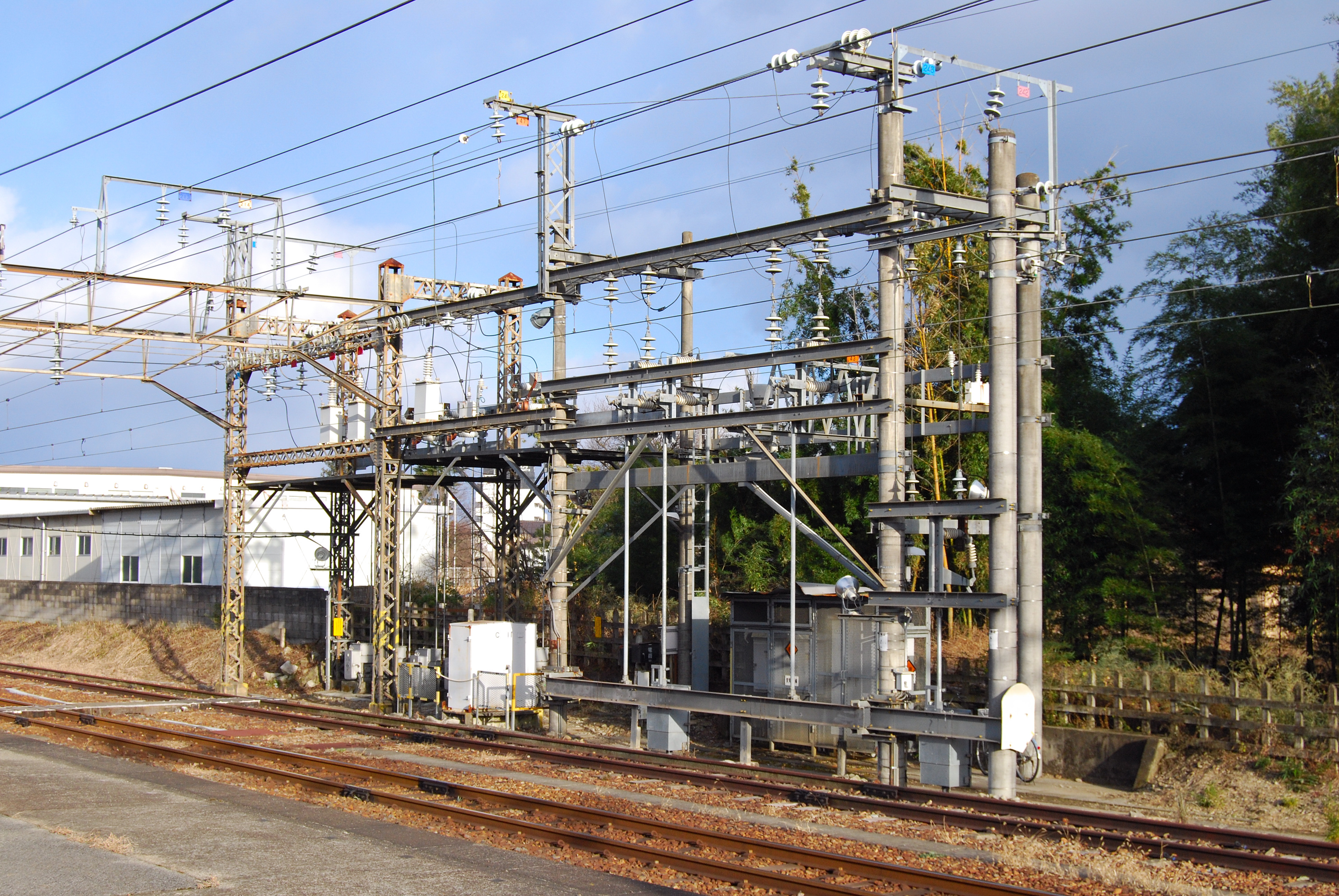
盛岡方にあった交直切換断路器。
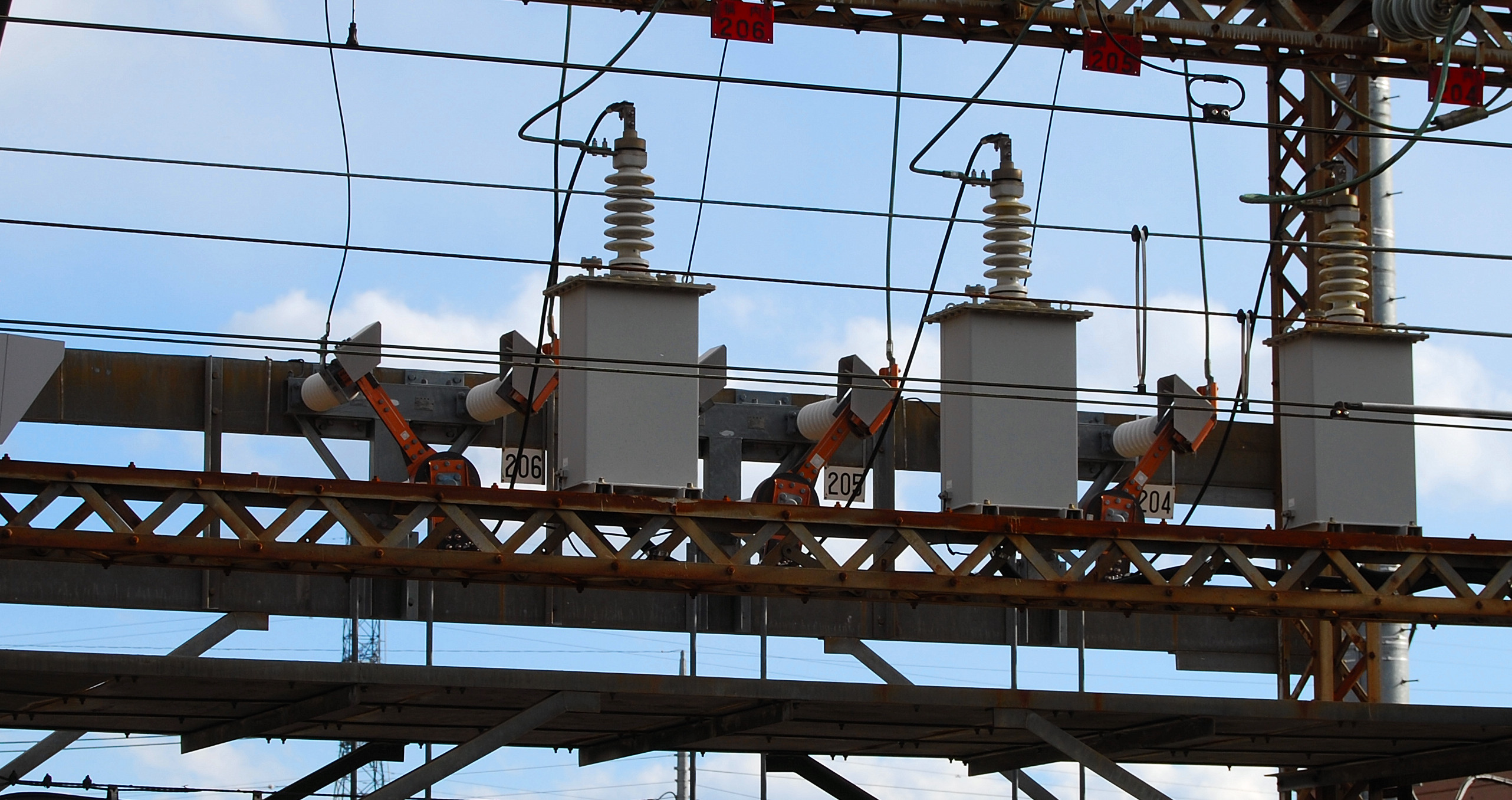
交直切換断路器の拡大写真、切換断路器の上の2本の配線は直流・交流の電源からの配線。
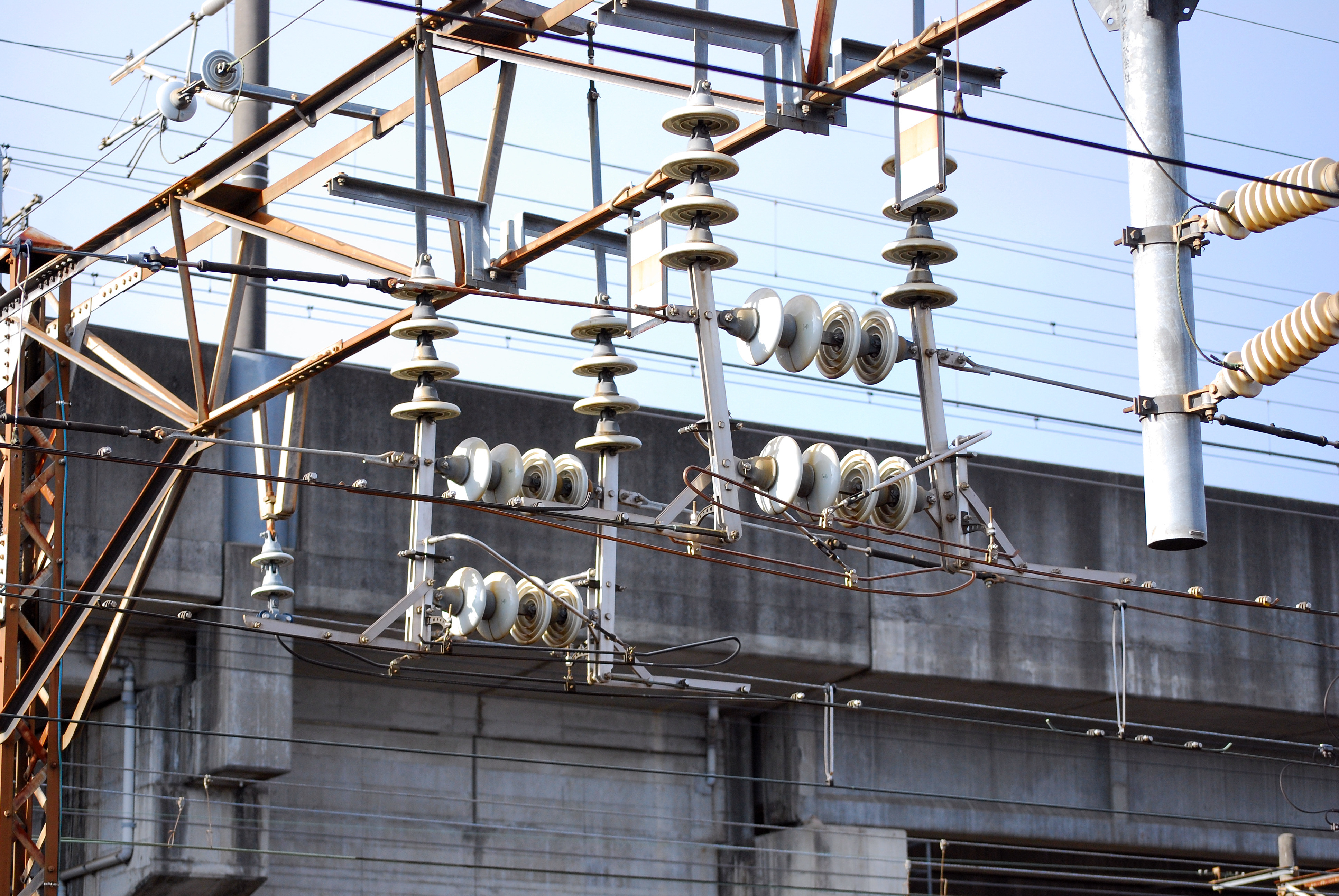
駅構内にあった架線に流れる電気を区分する為の碍子形同相セクション、上にある白地に赤線の標識は電車線区分標。
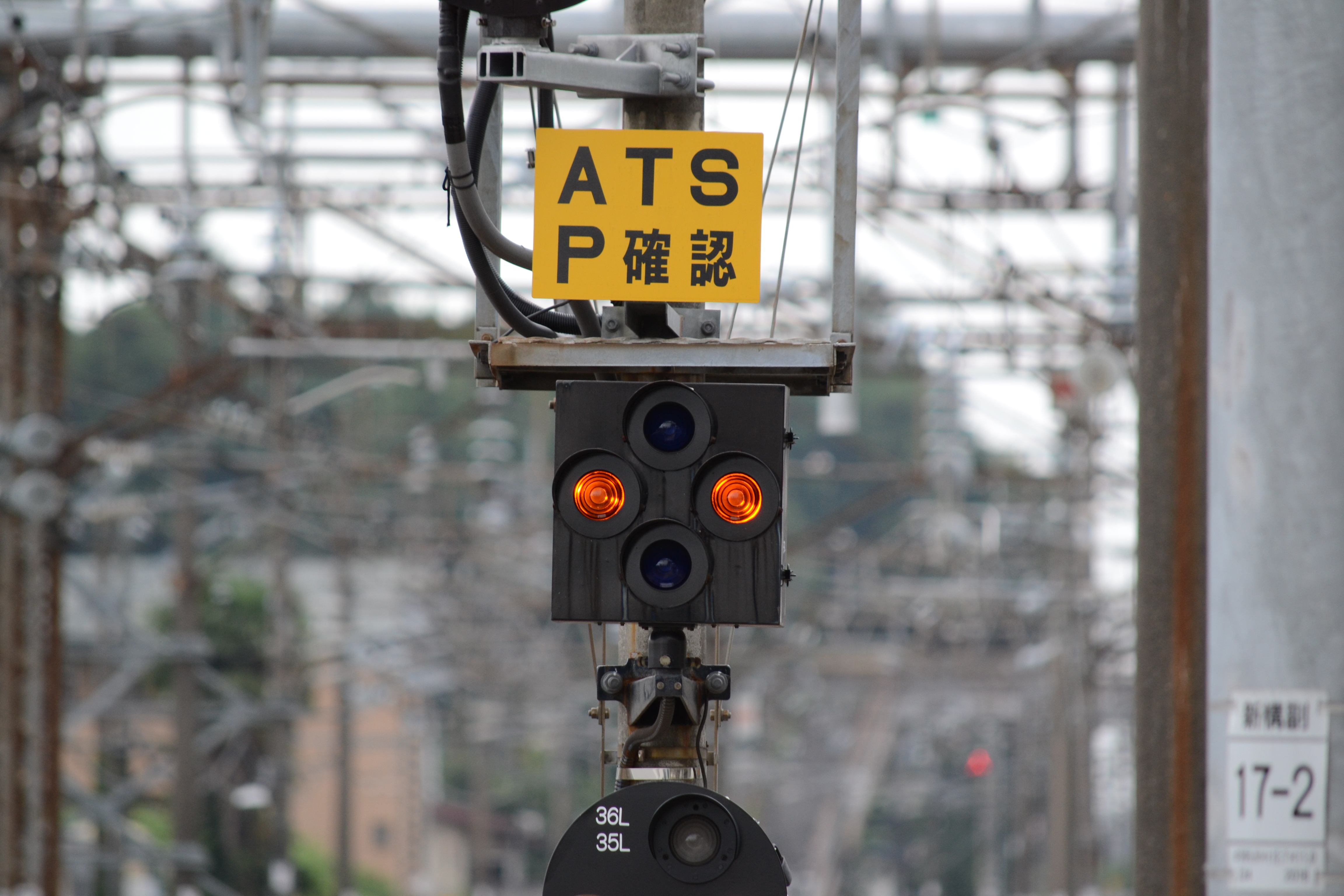
駅構内にあった架線電源識別標識、交流通電中の表示（赤色横二灯）。
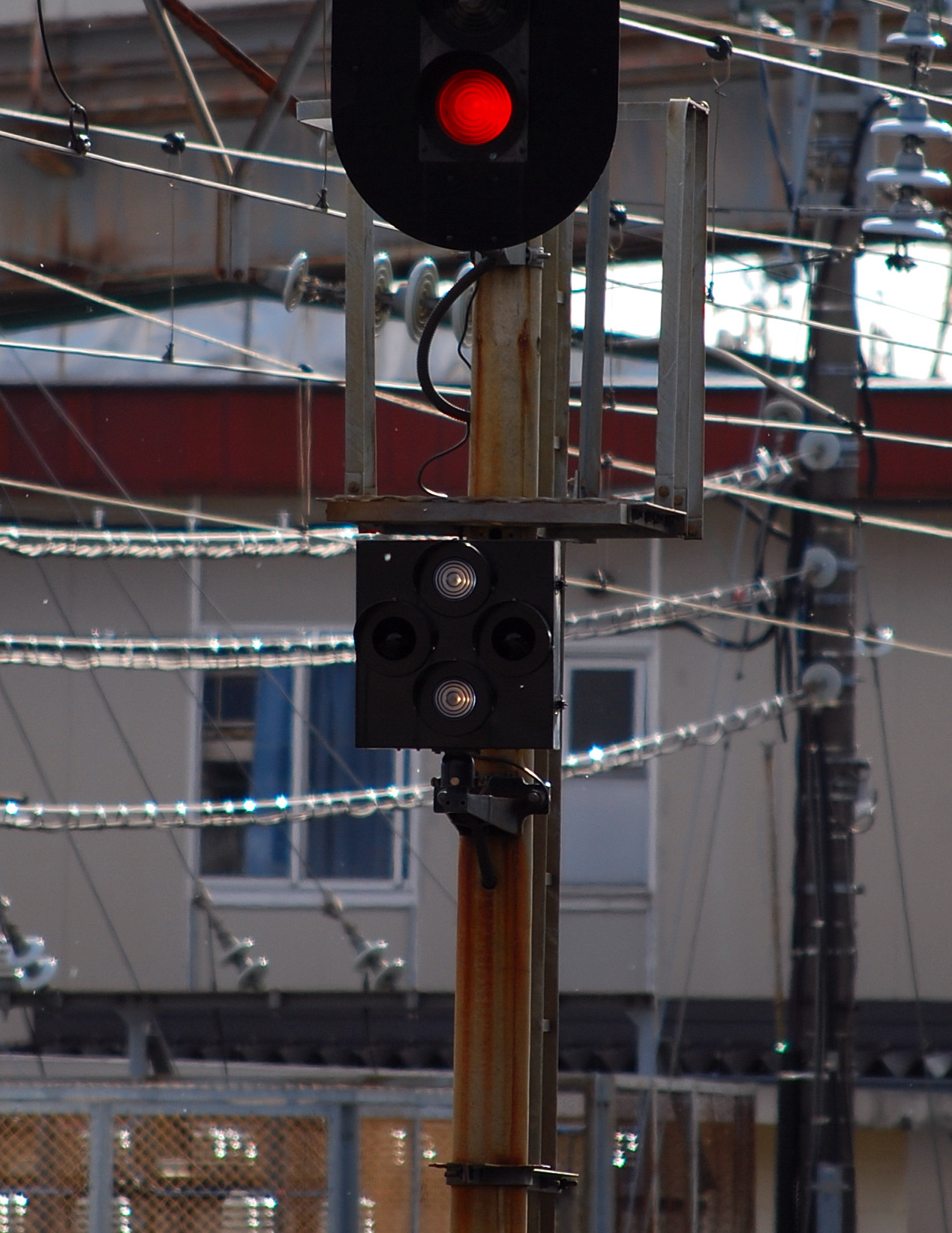
駅構内にあった架線電源識別標識、直流通電中の表示（白色縦二灯）。
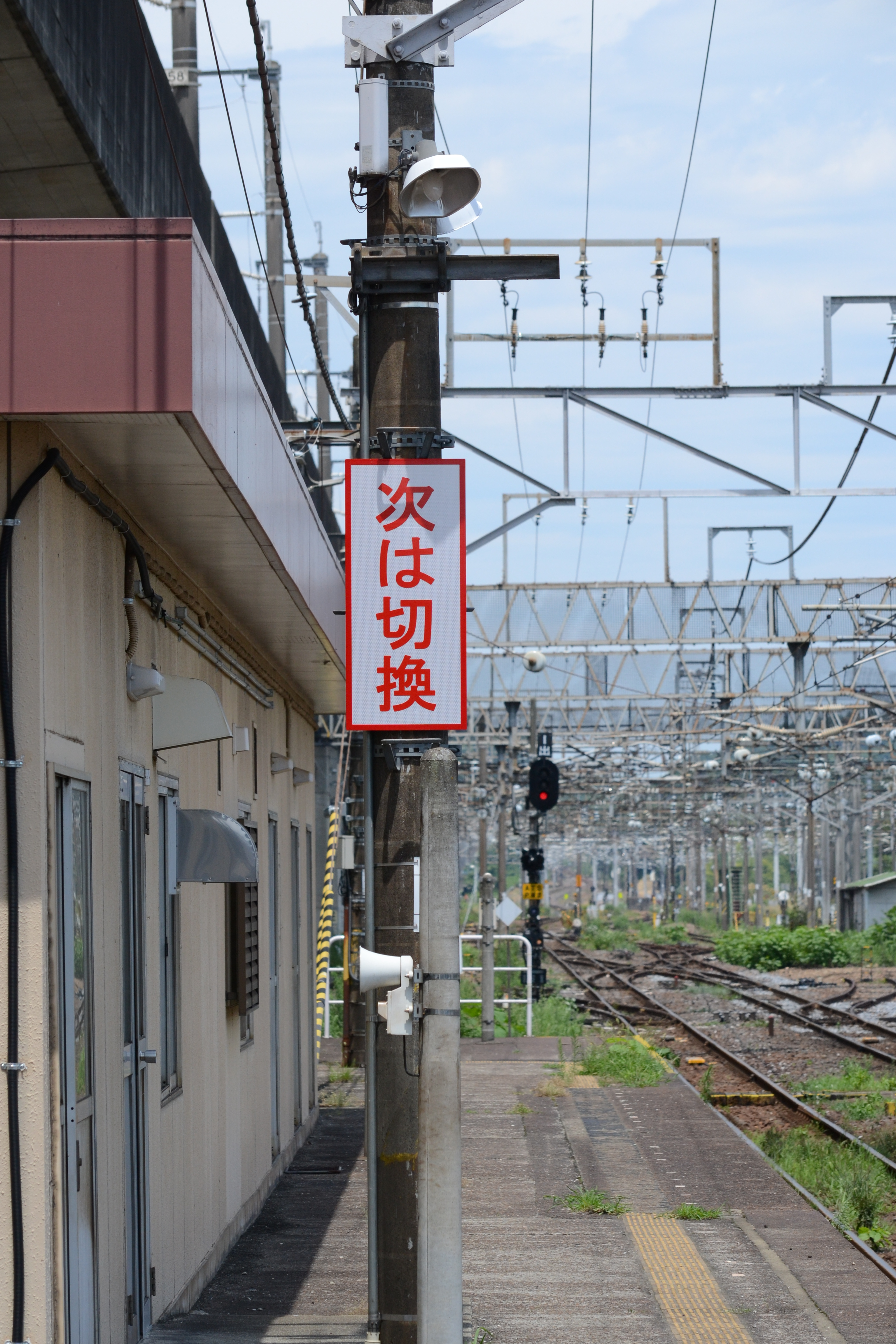
構内完全直流化後に盛岡方にデッドセクションを設置したため、下り線のホームに切替標識が設置された。

## 駅弁
2005年（平成17年）以降、当駅で販売されている駅弁は無い。

### かつての販売業者

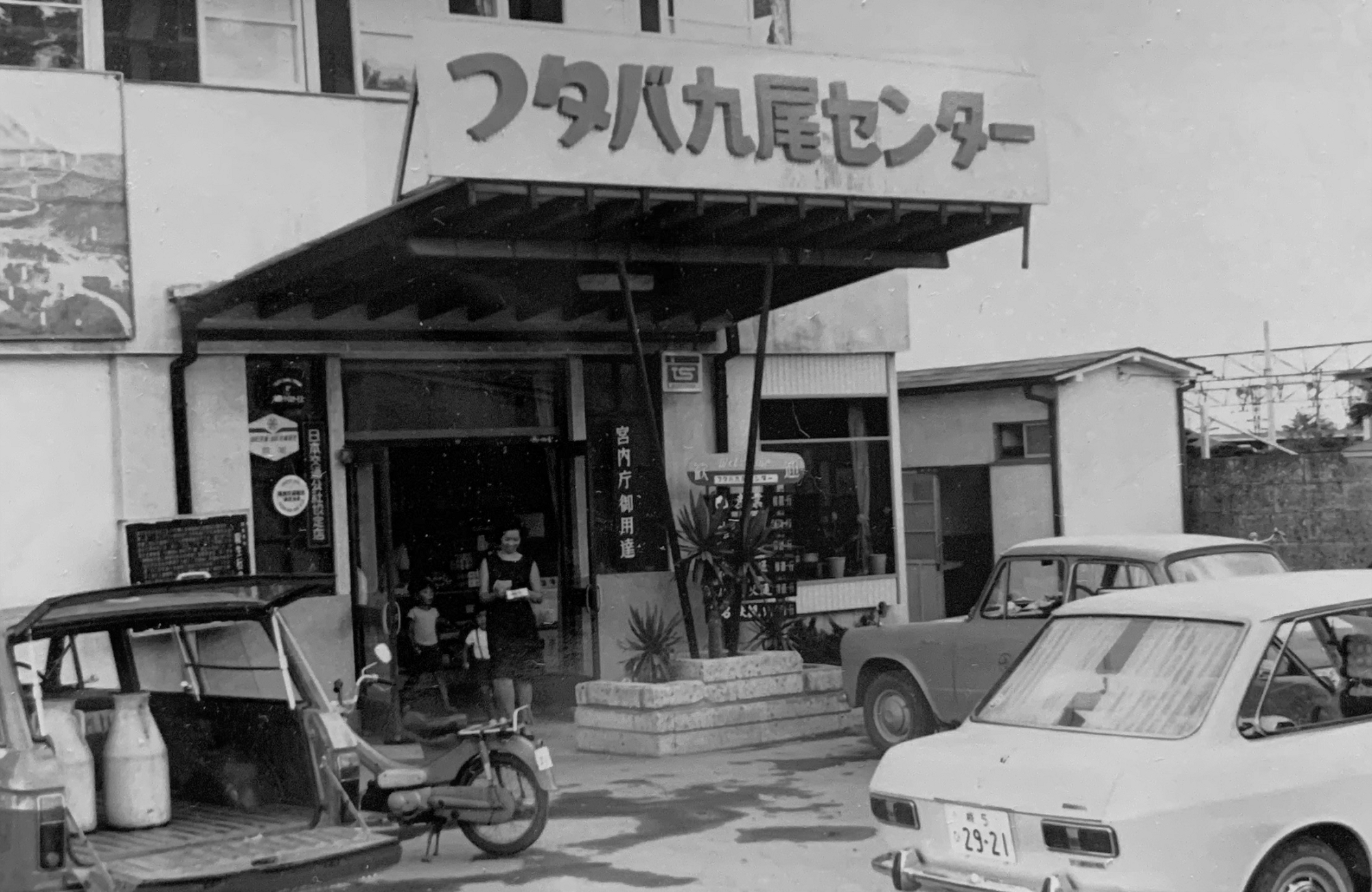
かつて黒磯駅前にあった
『フタバ九尾センター』（1966年）

太平洋戦争前は駅前にあった煙草屋旅館が駅弁の製造・販売を行っていたが、1950年（昭和25年）に発足した高崎鉄道管理局が当駅を管轄することになった時点では販売業者がない状態となっていた。電化による機関車の付け替えで停車時間が長くなることから、高木弁当と殺生石伝説に由来する九尾の狐をトレードマークとした九尾弁当本舗ことフタバ食品黒磯営業所が1956年（昭和31年）に営業認可を申請、1957年（昭和32年）から営業を開始した。
1960年代以降急行列車が順次電車・気動車に置き換わった後も、この駅で特急列車の通過待ちを行うことが多かったため、駅弁を買い求める利用者は多く、夜行列車が発着する時間帯も弁当の販売を行っていた。高木は「特製幕の内弁当」、「あゆづくし」、「高原肉めし」、「なめこ汁」など、九尾は「キジ焼き栗めし」、「九尾すし」、「九尾の釜めし」などが代表的な製品だった。九尾の製品は、フタバ食品九尾弁当部という表記の時代もあった。
九尾すしは後年、「九尾ずし」、「九尾の味」と2度改称、九尾の釜めしは横川駅の「峠の釜めし」と同様の益子焼の器が用いられていた。2001年（平成13年）に高木弁当が廃業、2005年（平成17年）にフタバ食品黒磯営業所が撤退し、販売は終了した。

## 利用状況
JR東日本によると、2023年度（令和5年度）の1日平均乗車人員は2,117人である。
2000年度（平成12年度）以降の推移は以下のとおりである。
| 乗車人員推移       | 乗車人員推移     | 乗車人員推移    |
| 年度               | 1日平均 乗車人員 | 出典            |
| ------------------ | ---------------- | --------------- |
| 2000年（平成12年） | 3,080            | [ 利用客数 2 ]  |
| 2001年（平成13年） | 2,938            | [ 利用客数 3 ]  |
| 2002年（平成14年） | 2,705            | [ 利用客数 4 ]  |
| 2003年（平成15年） | 2,616            | [ 利用客数 5 ]  |
| 2004年（平成16年） | 2,539            | [ 利用客数 6 ]  |
| 2005年（平成17年） | 2,501            | [ 利用客数 7 ]  |
| 2006年（平成18年） | 2,497            | [ 利用客数 8 ]  |
| 2007年（平成19年） | 2,513            | [ 利用客数 9 ]  |
| 2008年（平成20年） | 2,499            | [ 利用客数 10 ] |
| 2009年（平成21年） | 2,399            | [ 利用客数 11 ] |
| 2010年（平成22年） | 2,360            | [ 利用客数 12 ] |
| 2011年（平成23年） | 2,364            | [ 利用客数 13 ] |
| 2012年（平成24年） | 2,397            | [ 利用客数 14 ] |
| 2013年（平成25年） | 2,419            | [ 利用客数 15 ] |
| 2014年（平成26年） | 2,294            | [ 利用客数 16 ] |
| 2015年（平成27年） | 2,271            | [ 利用客数 17 ] |
| 2016年（平成28年） | 2,278            | [ 利用客数 18 ] |
| 2017年（平成29年） | 2,378            | [ 利用客数 19 ] |
| 2018年（平成30年） | 2,337            | [ 利用客数 20 ] |
| 2019年（令和元年） | 2,316            | [ 利用客数 21 ] |
| 2020年（令和02年） | 1,928            | [ 利用客数 22 ] |
| 2021年（令和03年） | 2,026            | [ 利用客数 23 ] |
| 2022年（令和04年） | 2,059            | [ 利用客数 24 ] |
| 2023年（令和05年） | 2,117            | [ 利用客数 1 ]  |

## 駅周辺
公共交通
- 関東自動車 黒磯駅前案内所

公共施設
- 那須塩原市役所（旧・黒磯市役所）
- 那須塩原警察署黒磯駅前交番
- 那須地区消防組合消防本部
- 黒磯郷土館
- 黒磯公園
- 黒磯郵便局
- 黒磯中央町郵便局
- 那須塩原市営黒磯駅前西口臨時駐車場
- 那須塩原市図書館（みるる）[新聞 4]

文教施設
- 栃木県立黒磯高等学校
- 那須塩原市立黒磯小学校

商業施設
- ヨークベニマル 黒磯店
- MEGAドン・キホーテ 黒磯店

その他はロードサイド型店舗が多く、駅東側の国道4号沿いにシネコンを含めたパワーセンター、駅西側の旧国道4号線より西にホームセンターや電器店等が離れた位置に分散して所在する。
道路ほか
- 国道4号（陸羽街道、黒磯バイパス）
- 栃木県道17号那須高原線
- 栃木県道34号黒磯黒羽線
- 栃木県道55号西那須野那須線
- 栃木県道178号稲沢高久線
- 栃木県道211号豊原高久線
- 栃木県道235号黒磯停車場線
- 栃木県道303号黒磯高久線
- 栃木県道369号黒磯田島線（板室街道）
- 那珂川

## バス路線

### 一般乗合バス
2021年3月21日から、栃木県内の関東自動車とJRバス関東の一般路線バスで地域連携ICカード「totra（トトラ）」が導入された。Suicaと相互利用可能な全国の交通系ICカードでも運賃の支払いが可能となった。但し、那須塩原市地域バス「ゆーバス」においてはJRバス関東運行でもICカードの利用ができない。

#### 市内路線
『黒磯駅西口』停留所にて、那須塩原市地域バス（ゆーバス）の路線バスが発着するほか、デマンド型交通のゆータクの発着点としても設定されている。
- <ゆーバス黒磯線（上り）> 那須塩原駅行（一部、西那須野線として西那須野駅西口行まで直通）
- <ゆーバス黒磯線（下り）> 那須脳神経外科病院行

#### 市外路線

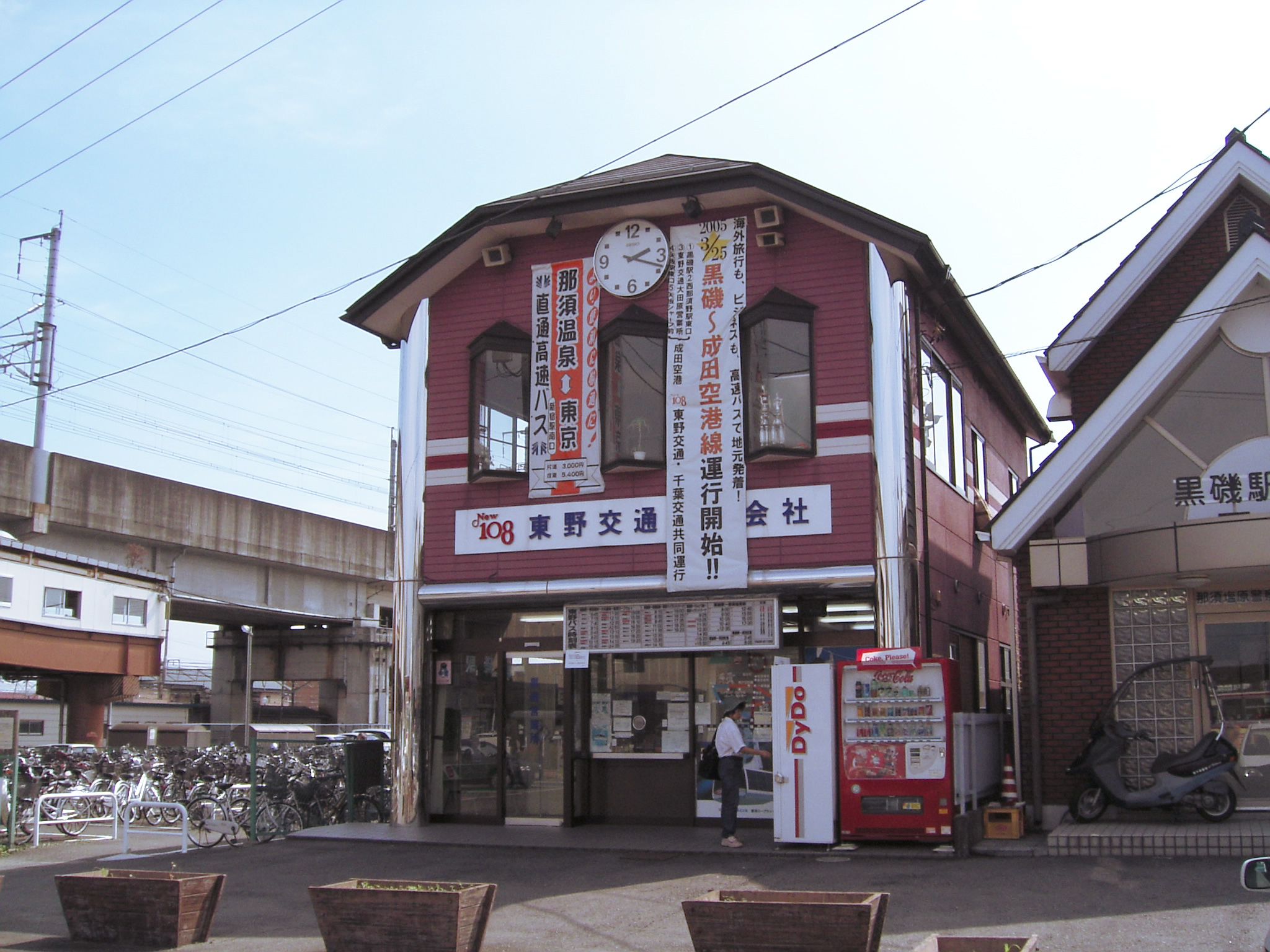
かつての東野交通黒磯駅前案内所。現在は撤去されている（2006年8月）

『黒磯駅西口』停留所にて、関東自動車那須塩原営業所や那須町民バスの路線バスが発着する。
- 関東自動車
  - <板室線>・<那須線> 那須塩原駅行
  - <板室線> 板室温泉行、那須ハイランドパーク行
  - <那須線> 那須湯本方面行
- 那須町民バス
  - <追分・黒磯駅線> 追分行

### 高速バス
かつては、東野交通「マロニエ号」が 黒磯駅 - 羽田空港の空港リムジンバスを運行していたが、2013年12月16日をもって氏家駅始発となり、当駅発着の高速バス路線はなくなった。

## 隣の駅
東日本旅客鉄道（JR東日本）
■宇都宮線（東北本線 東京方面）
那須塩原駅 - 黒磯駅
■東北本線（盛岡方面）
黒磯駅 - 高久駅

### 記事本文